# Briquet Griffon Vendéen
Briquet Griffon Vendéen – rasa psa, należąca do grupy psów gończych i posokowców, zaklasyfikowana do sekcji psów gończych. Podlega próbom pracy.

## Rys historyczny
Rasa powstała w XVII wieku, w podobny sposób co  grand griffon vendéen.

## Wygląd
Wygląd zbliżony do grand griffon vendéen, tyle że jest od niego mniejszy. Jego głowa jest krótsza, a uszy wąskie i zwisające, nisko osadzone.
Sierść gęsta i bujna.
Umaszczenie jest jednolite lub mieszane.

## Użytkowość
Pies używany do polowań na drobną zwierzynę, np. króliki. Może polować zarówno samodzielnie, jak i w sforze.

## Zachowanie i charakter
Energiczny i żywy.